# Pachylembia unicincta
Pachylembia unicincta är en insektsart som beskrevs av Ross 1984. Pachylembia unicincta ingår i släktet Pachylembia och familjen Archembiidae. Inga underarter finns listade i Catalogue of Life.